# Lois de Mersenne

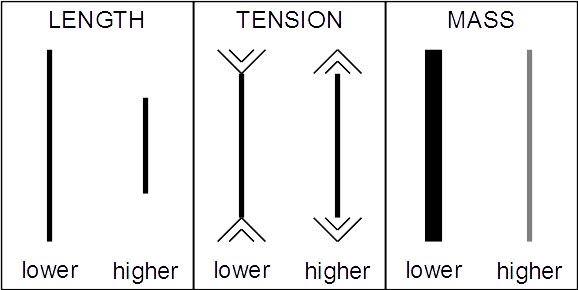
Une corde ayant une longueur moitié moindre (1/2), une tension quatre fois plus grande (4) ou une masse linéique quatre fois moindre (1/4) est une octave plus haute (2/1).

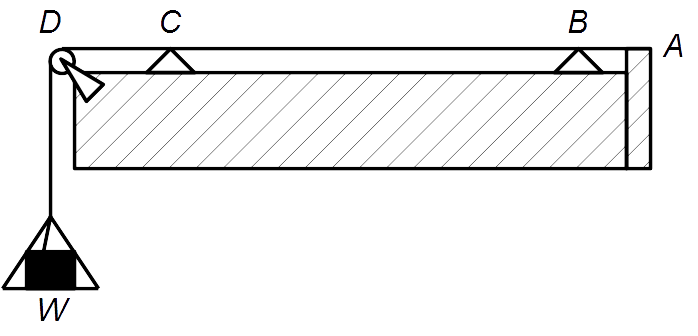
Une corde attachée en A est maintenue en tension par W, un poids suspendu, et deux ponts, B et le pont mobile C, tandis que D est une roue en mouvement libre ; tous permettant de démontrer les lois de Mersenne concernant la tension et la longueur.

Les lois de Mersenne sont des lois décrivant la fréquence d'oscillation d'une corde ou d'un monocorde étiré, utiles dans l'accordage musical et la construction d'instruments de musique. L'équation a d'abord été proposée par le mathématicien et théoricien de la musique français Marin Mersenne dans son ouvrage de 1637 intitulé Traité de l'harmonie universelle. Les lois de Mersenne régissent la construction et le fonctionnement des instruments à cordes, tels que les pianos et les harpes, qui doivent s'adapter à la force de tension totale requise pour maintenir les cordes à la bonne hauteur. Les cordes inférieures sont plus épaisses, ayant ainsi une plus grande masse par unité de longueur. Elles ont généralement une tension plus faible. Les guitares sont une exception familière à cela : la tension des différentes cordes est similaire, pour la jouabilité, donc la hauteur des cordes inférieures est essentiellement atteint par une masse linéique accrue[note 1]. Les cordes produisant un son plus aigu sont généralement plus fines, ont une tension plus élevée et peuvent être plus courtes. « Ce résultat ne diffère pas substantiellement de celui de Galilée, mais il est à juste titre connu sous le nom de loi de Mersenne », car Mersenne a prouvé physiquement leur véracité par des expériences (alors que Galilée considérait leur preuve impossible). « Mersenne a étudié et affiné ces relations par l'expérience, mais n'a pas lui-même été à l'origine de ces relations ». Bien que ses théories soient correctes, ses mesures ne sont pas très exactes et ses calculs ont été grandement améliorés par Joseph Sauveur (1653-1716) grâce à l'utilisation de battements acoustiques et de métronomes. 

## Équations
La fréquence propre est : 
- inversement proportionnelle à la longueur de la corde (loi de Pythagore[1])

{\displaystyle f_{0}\propto {\frac {1}{L}}.} (équation 26)
- proportionnelle à la racine carrée de la force d'étirement

{\displaystyle f_{0}\propto {\sqrt {F}}.} (équation 27)
- inversement proportionnelle à la racine carrée de la masse par unité de longueur.

{\displaystyle f_{0}\propto {\frac {1}{\sqrt {\mu }}}.} (équation 28)
Ainsi, par exemple, toutes les autres propriétés de la corde étant égales, pour avoir une note une octave plus haut (2/1), il faut soit diminuer la longueur de la corde de moitié (1/2), soit augmenter sa tension du carré (4) ou diminuer sa masse linéique de l'inverse du carré (1/4). 
| Harmoniques | Longueur      | tension | masse           |
| ----------- | ------------- | ------- | --------------- |
| 1           | 1             | 1       | 1               |
| 2           | 1/2 = 0,5     | 2 = 4   | 1/22 = 0,25     |
| 3           | 1/3 = 0,33... | 32 = 9  | 1/32 = 0,11...  |
| 4           | 1/4 = 0,25    | 42 = 16 | 1/42 = 0,0625   |
| 8           | 1/8 = 0,125   | 82 = 64 | 1/82 = 0,015625 |

Ces lois sont dérivées de l'équation de Mersenne 22 : 
{\displaystyle f_{0}={\frac {\nu }{\lambda }}={\frac {1}{2L}}{\sqrt {\frac {F}{\mu }}}.}
La formule de la fréquence fondamentale est : 
{\displaystyle f_{0}={\frac {1}{2L}}{\sqrt {\frac {F}{\mu }}},}
où f est la fréquence, L est la longueur, F est la force et μ est la masse par unité de longueur. 
Des lois similaires n'ont pas été développées pour les tuyaux et les instruments à vent en même temps, car les lois de Mersenne sont antérieures à la conception selon laquelle la hauteur des instruments à vent dépend des ondes longitudinales plutôt que des « percussions ».